# المرآة السحرية الصينية

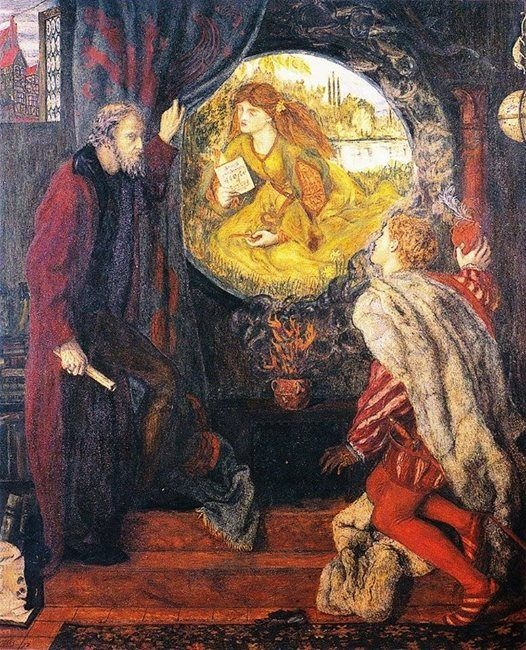
Chinese magic mirror

المرآة السحرية الصينية (الصينية المبسطة: 透光 镜 ؛ الصينية التقليدية: 透光 鏡 ؛ بينيين: tòu guāng jìng) هي فن قديم يمكن إرجاعه إلى أسرة هان الصينية (206 ق.م - 24 م). المرايا مصنوعة من البرونز الصلب. الواجهة عبارة عن سطح مصقول لامع ويمكن استخدامه كمرآة، بينما يتميز الجزء الخلفي بتصميم مصبوب من البرونز. عندما ينعكس ضوء الشمس الساطع أو أي ضوء ساطع آخر على المرآة، تصبح المرآة شفافة. إذا انعكس هذا الضوء من المرآة باتجاه الحائط، فسيتم عرض النمط الموجود على ظهر المرآة على الحائط.
في حوالي 800 بعد الميلاد، خلال عهد أسرة تانغ (618-907)، وصف كتاب بعنوان سجل المرايا القديمة طريقة صناعة المرايا البرونزية الصلبة مع الزخارف، أو الأحرف المكتوبة، أو الأنماط على الجانب الخلفي التي يمكن أن تلقي بها في انعكاس على سطح قريب حيث ضرب الضوء مقدمة المرآة، والجانب المصقول من المرآة؛ وبسبب هذا التأثير الواضح على ما يبدو، أطلق الصينيون عليهم اسم «مرايا اختراق الضوء». فُقد كتاب عصر تانغ هذا على مر القرون، ولكن تم وصف المرايا السحرية في Dream Pool Essays للكاتب شين كوا (1031-1095)، الذي كان يمتلك ثلاثة منها على أنها إرث عائلي. في حيرة بشأن كيف يمكن أن يكون المعدن الصلب شفافًا، خمّن شين أنه تم استخدام نوع من تقنية التبريد لإنتاج تجاعيد صغيرة على وجه المرآة صغيرة جدًا بحيث لا يمكن ملاحظتها من قبل العين. على الرغم من أن تفسيره لمعدلات التبريد المختلفة كان غير صحيح، إلا أنه كان محقًا في الإشارة إلى أن السطح يحتوي على اختلافات دقيقة لا تستطيع العين المجردة اكتشافها؛ لم يكن لهذه المرايا أيضًا جودة شفافة على الإطلاق، كما اكتشفها ويليام براغ في عام 1932 (بعد قرن كامل من علماء الغرب المربكين).
يصف روبرت تمبل بنائها: «شكل المرآة الأساسي، مع التصميم على الظهر، كان مسطحًا، ونتج تحدب السطح بعد ذلك عن طريق الكشط والخدش. ثم تم صقل السطح ليصبح لامعًا. من خلال هذه العمليات تسببت في انتفاخ الأجزاء الرقيقة من السطح إلى الخارج وتصبح أكثر محدبة من الأجزاء السميكة. وأخيرًا، تم وضع ملغم من الزئبق على السطح؛ مما أدى إلى مزيد من الضغوط والتواء تفضيلي. وكانت النتيجة أن عيوب سطح المرآة تطابق الأنماط الموجودة على الظهر، على الرغم من أنها كانت دقيقة جدًا بحيث لا يمكن للعين رؤيتها. ولكن عندما تعكس المرآة ضوء الشمس الساطع على الحائط، مع التكبير الناتج للصورة بأكملها، كان التأثير هو إعادة إنتاج الأنماط كما لو كانت يمر عبر البرونز الصلب عن طريق أشعة الضوء».
كتب مايكل بيري ورقة بحثية تصف البصريات وتعطي بعض الصور.

## تاريخ

### الصين
يعود تاريخ صناعة المرايا السحرية الصينية القديمة إلى 2900-2000 قبل الميلاد. في الصين ومصر ووادي السند. أصبحت هذه المرايا البرونزية شائعة وتم إنتاجها بكميات كبيرة خلال عهد أسرة هان بين فترة 206 ق.م. و 24 م. بشكل رئيسي في الصين. وفقًا لليونسكو، في حوالي 800 بعد الميلاد، خلال عهد أسرة تانغ (618-907)، وصف كتاب سجل المرايا القديمة كيفية صنع تلك المرايا التي أطلق عليها الصينيون «المرايا الشفافة». على الرغم من ضياعها في النهاية، وصفها شين كوا (1031-1095)، الذي كان يمتلك ثلاث مرايا كأحد بقايا الأسرة، في مقالته عن كنز الأحلام. مندهشًا من قدرة المعدن الصلب على التصرف كما لو كان شفافًا، افترض شين أنه في إنشائه تم إجراء بعض تقنيات التقسية لإنتاج تجاعيد سطحية غير محسوسة للعين البشرية. على الرغم من أنه كان مخطئًا بشأن معدلات التبريد، إلا أنه كان محقًا بشأن السبب الذي ترك علماء الغرب في القرن التاسع عشر دون إجابة. ولم يكتشف ويليام براج أن شين كان محقًا بشأن التجاعيد السطحية غير المحسوسة حتى عام 1932.

### اليابان
من ناحية أخرى، مع زيادة صناعة المرايا في الصين، توسعت لتشمل كوريا واليابان. في الواقع، قدم الإمبراطور تساو روي ومملكة واي الصينية العديد من المرايا البرونزية (المعروفة باسم شينجو كيو في اليابان) للملكة هيميكو من وا (اليابان)، حيث تم استلامها كأشياء نادرة وغامضة. وقد وصفوا بأنهم «مصادر الصدق» حيث قيل إنهم يعكسون كل خير وشر دون خطأ. هذا هو السبب في أن اليابان تعتبر واحدة من الكنوز الإمبراطورية الثلاثة العظيمة مرآة مقدسة تسمى ياتا نو كاغامي.
اليوم، يُقال إن أكيهيسا ياماموتو هو آخر مصنع للمرايا السحرية في اليابان. أجرت صحيفة «كيوتو جورنال» مقابلة مع الحرفي وشرح جزءًا صغيرًا من التقنية التي تعلمها من والده.

### أوروبا الغربية
لقرون عديدة، حير «سحر» هذه المرايا كلا من الناس العاديين والعلماء، الذين كرسوا أنفسهم للقيام بأعمال بحثية مختلفة حول هذا الموضوع.
أول مرآة سحرية ظهرت في أوروبا الغربية كانت مملوكة لمدير مرصد باريس، الذي أحضر عند عودته من الصين عدة مرايا وكان إحداها سحرية. تم تقديم هذا الأخير على أنه كائن غير معروف لا يقاوم إلى الأكاديمية الفرنسية للعلوم في عام 1844. لم يره أحد شيئًا مثله، وبغض النظر عن مدى دراستهم لسلوكه، فلن يتمكنوا من فهمه تمامًا. في المجموع، لم يكن هناك سوى أربع مرايا سحرية تم إحضارها من الصين إلى أوروبا؛ ولكن في عام 1878، قدم أستاذان في الهندسة للجمعية الملكية في لندن عدة نماذج أحضراها من اليابان. أطلق الإنجليز على المصنوعات اليدوية اسم «مرايا مفتوحة» وأبدوا لأول مرة ملاحظات فنية تتعلق ببنائها. كانت تأثيرات المرايا رائعة لدرجة أن الجمعية الملكية كانت مفتونة بها. ومع ذلك، لم يستطع أحد معرفة ما أنتج الإسقاط المرعب والجميل للضوء الذي صنفوه على أنه «وهم بصري مستحيل» وبالتالي «سحري».
في وقت لاحق، في نوفمبر 2005، قام الفيزيائي مايكل بيري بعمل مشروع حول هذا الموضوع ونشر مقالًا يصف البصريات.